# Sauvagesia
 Ovo je glavno značenje pojma Sauvagesia. Za rod izumrlih školjkaša pogledajte Sauvagesia (rod rudista).
Sauvagesia je rod biljaka iz porodice Ochnaceae. Uključuje 49 vrsta polugrmova i grmova porijeklom iz tropske Amerike, tropske Afrike i Madagaskara.

## Etimologija
Novolatinski, od Pierre A. Boissier de la Croix de Sauvages †1795. francuski botaničar + novolatinski -ia.

## Opis
Rod uglavnom tropskog američkog bilja ili grmlja (porodica Ochnaceae) s naizmjeničnim listovima, obrubljenim stipulama i malim peterokutnim cvjetovima s vanjskim redom staminodija koji je filiforman i unutarnjim redom staminodija koji je oblika latice.

## Vrste
Na popisu je 2024. g. 54 vrste, od toga 2023. 3 su podvrste dobile status posebnih vrsta, to su Sauvagesia congesta, Sauvagesia glanduloso-pubescens i Sauvagesia rubra.
- Sauvagesia africana (Baill.) Bamps
- Sauvagesia aliciae Sastre
- Sauvagesia alpestris (Mart.) Zappi & E.Lucas
- Sauvagesia amoena Ule
- Sauvagesia angustifolia Ule
- Sauvagesia brevipetala Gilli
- Sauvagesia bryoclada Queiroz-Lima & D.B.O.S.Cardoso
- Sauvagesia capillaris (A.St.-Hil.) Sastre
- Sauvagesia cryptothallis S.Nozawa
- Sauvagesia deficiens A.C.Sm.
- Sauvagesia deflexifolia Gardner
- Sauvagesia elata Benth.
- Sauvagesia elegantissima A.St.-Hil.
- Sauvagesia erecta L.
- Sauvagesia ericoides (A.St.-Hil.) Sastre
- Sauvagesia erioclada Maguire & K.D.Phelps
- Sauvagesia falcisepala Sastre
- Sauvagesia fruticosa Mart.
- Sauvagesia glandulosa (A.St.-Hil.) Sastre
- Sauvagesia guianensis (Eichler) Sastre
- Sauvagesia imthurniana (Oliv.) Dwyer
- Sauvagesia insignis (Ule) Sastre
- Sauvagesia insolita Queiroz-Lima & D.B.O.S.Cardoso
- Sauvagesia laciniata Sastre
- Sauvagesia lagevianae D.B.O.S.Cardoso
- Sauvagesia lanceolata Sastre
- Sauvagesia linearifolia A.St.-Hil.
- Sauvagesia longifolia Eichler
- Sauvagesia longipes Steyerm.
- Sauvagesia nitida Zappi & E.Lucas
- Sauvagesia nudicaulis Maguire & Wurdack
- Sauvagesia oliveirae Harley & Giul.
- Sauvagesia paganuccii D.B.O.S.Cardoso & Harley
- Sauvagesia paniculata D.B.O.S.Cardoso & A.A.Conc.
- Sauvagesia paucielata Sastre
- Sauvagesia pulchella Planch.
- Sauvagesia racemosa A.St.-Hil.
- Sauvagesia ramosa (Gleason) Sastre
- Sauvagesia ramosissima Spruce ex Eichler
- Sauvagesia ribeiroi Harley & Giul.
- Sauvagesia roraimensis Ule
- Sauvagesia rubiginosa A.St.-Hil.
- Sauvagesia semicylindrifolia Sastre
- Sauvagesia setulosa Queiroz-Lima & D.B.O.S.Cardoso
- Sauvagesia spicata (Glaz. ex Dwyer) Queiroz-Lima & D.B.O.S.Cardoso
- Sauvagesia sprengelii A.St.-Hil.
- Sauvagesia tafelbergensis Sastre
- Sauvagesia tenella Lam.
- Sauvagesia vellozoi (Vell. ex A.St.-Hil.) Sastre